# دول الإسلام (كتاب)
دول الإسلام . هو كتاب في التاريخ الإسلامي لشمس الدين أبي عبدالله محمد بن أحمد الذهبي، من أشهر المُصنفات التي خلّفها ومن أكثرها فائدة على صغره إذا ما قُورِن بمؤلفاته الكبرى كـ(سير أعلام النبلاء) و(تاريخ الإسلام).
طبعت الكتاب دائرة المعارف العثمانية بحيدر آباد - الدكن في مجلدين عام (1337 وطبعت الهيئة المصرية العامة في مصر عام (1974 هـ) في جزأين مع فهارس للموضوعات فقط، بتحقيق الأستاذين الفاضلين فهيم محمد شلثوت ومحمد مصطفى إبراهيم.
ثم طبعت دار صادر بيروت الطبعة الأولى لها سنة (1999) بتحقيق وتعليق حسن إسماعيل مَروة وتقديم محمود الأرناؤوط.